# 古山基夫
古山基夫（1960年7月11日—） 是日本漫畫家。大分縣大分市出身。

## 作品
- 《奇兵大冒險》系列
  - 奇兵大冒險、全17冊、原名《おざなりダンジョン》
  - 奇兵大進擊、全3冊、原名《なりゆきダンジョン》
  - 原名《おざなりダンジョン》（全3冊、未有中文版）
  - 奇兵大作戰、6冊待續、原名《なおざりダンジョン》
- 摩訶娘娘、全1冊、原名
- 假面幻舞、全4冊、原名《おもかげ幻舞（日语：おもかげ幻舞）》
- 疾風怪盜、全3冊
- 魔界超商物語、全1冊、原名
- 新宿少年偵探團、全1冊、原名《新宿少年探偵団（日语：新宿少年探偵団）》
- 未來快遞少年、全2冊、原名《神羅万送デリバリア（日语：神羅万送デリバリア）》

## 外部連結
- （日語）